# Saran Shakthi
Saran Shakthi (Chennai, 5 mei 1997), is een Indiaas acteur die met name in de Tamil filmindustrie actief is.

## Biografie
Saran startte zijn carrière als kind in de televisieserie Amudha Oru Aacharyakuri (2012). Hij maakte zijn debuut in films met Kadal (2013). Hij was als kind onder andere in films als Jilla (2014), Rummy (2014), Sigaram Thodu (2014) en Vai Raja Vai (2015) te zien. Hij kreeg veel aanzien voor zijn rol als Kannan in Vada Chennai (2018). In de daaropvolgende film Sagaa (2019) speelde hij de hoofdrol. Saran was in een negatieve rol te zien in Etharkkum Thunindhavan (2022) en in een daadkrachtige rol in de Kannada film K.G.F: Chapter 2 (2022).

## Filmografie
| Jaar | Film                      | Rol                    | Opmerking      |
| ---- | ------------------------- | ---------------------- | -------------- |
| 2012 | Neethaane En Ponvasantham | jonge Harish           | als kind       |
| 2013 | Samar                     | jonge Rajesh           | als kind       |
| 2013 | Kadal                     | jonge Thomas           | als kind       |
| 2014 | Jilla                     | jonge Shakthi          | als kind       |
| 2014 | Rummy                     | broer van Sornam       | als kind       |
| 2014 | Sigaram Thodu             | jonge Murali           | als kind       |
| 2015 | Vai Raja Vai              | jonge Karthik          | als kind       |
| 2015 | Om Shanthi Om             | Kumar                  | als kind       |
| 2016 | Mo                        | Gautham                | als kind       |
| 2017 | Singam 3                  | thee verkoper          | als kind       |
| 2018 | Vada Chennai              | Kannan                 |                |
| 2019 | Sagaa                     | Sathya                 |                |
| 2021 | Netrikann                 | Gautham                |                |
| 2022 | Etharkkum Thunindhavan    | Nithin                 |                |
| 2022 | K.G.F: Chapter 2          | Farmaan                | Kannada film   |
| 2023 | Bagheera                  | Murali                 |                |
| 2023 | King of Kotha             | Jinu                   | Malayalam film |
| 2024 | Meiyazhagan               | jonge Arunmozhi Varman |                |